# Anau
Anau o Anaw (també apareix com Annau, turkmen Änew, derivat del persa ab-i nau (آب نو) que vol dir "aigua nova") és una ciutat capital de la província d'Ahal al Turkmenistan. És tanmateix un jaciment arqueològic de Turkmenistan proper a la ciutat; tant les excavacions com la ciutat són a les muntanyes Kopet-Dag, a 8 km al sud-est de la capital, Aşgabat, a la qual s'hi arriba a través de l'autopista M-37. Actualment, segons estimacions de 2010, la ciutat té una població de 30.042 habitants.
Les restes més antigues trobades a la zona, uns petits fragments de ceràmica finament treballada, daten de l'any 3000 aC.
Una de les excavacions inclou elements del Neolític i Calcolític, i un altre de l'edat del bronze i del ferro. L'excavació la va fer un equip de la Universitat de Pennsilvània dirigit per R. Pumpelly el 1904. Posteriors excavacions soviètiques van posar a la llum l'anomenada cultura d'Anau. Una segona excavació a l'anomenat Camp dels Parts va trobar la Gatar esmentada per Isidor de Carax, amb la fortalesa construïda els segles ix i x amb diversos restes del període islàmic.